# Бардин, Гарри Яковлевич
Га́рри Я́ковлевич Ба́рдин (настоящая фамилия Барденштейн; род. 11 сентября 1941, Чкалов) — советский и российский художник-мультипликатор, режиссёр, сценарист и актёр. Известен работами в жанрах пластилиновой и кукольной мультипликации. Обладатель Золотой пальмовой ветви Каннского кинофестиваля и пяти премий «Ника» за лучший анимационный фильм. Лауреат Государственной премии Российской Федерации (1999).

## Биография
Родился 11 сентября 1941 года в Чкалове (ныне — Оренбург) в семье морского пехотинца, участника Великой Отечественной войны, лейтенанта Якова Львовича Барденштейна и Розалии Абрамовны Барденштейн. До Великой Отечественной войны родители жили в Киеве, откуда отца призвали в РККА, а мать уехала в эвакуацию в Магнитогорск. После войны отца с семьёй направили в Энгельс, затем семья жила в Лиепае до демобилизации отца в 1960 году.
В 1968 году окончил Школу-студию им В. И. Немировича-Данченко при МХАТе им. Горького. Работал драматическим актёром в театре им. Гоголя, снимался в кино, писал рассказы для радиопередачи «С добрым утром». В это время начал пользоваться сценическим псевдонимом Бардин.
По приглашению Эдуарда Успенского написал сценарии 11—13-го выпусков детской познавательной телепередачи «АБВГДейка», а также был постановщиком 15-й и 17-й передач.
В 1974 году совместно с В. Ливановым написал  пьесу «Дон Жуан» и был приглашён Сергеем Образцовым в качестве режиссёра-постановщика в Государственный Центральный театр кукол.
В 1975 году начал работать режиссёром-мультипликатором на киностудии «Союзмультфильм», где за 15 лет снял 15 фильмов, отмеченных многочисленными призами как в СССР, так и за рубежом.
В 1991 году ушёл с «Союзмультфильма» и основал собственную киностудию «Стайер», которую возглавляет и сегодня.
Обладатель пяти кинопремий «Ника» и других престижных международных призов.

## Личная жизнь
- Первый брак — в конце 1960-х годов с актрисой Светланой Котиковой (1945—1996). Брак продлился всего один год, детей не было.
- Второй брак — с актрисой Валерией Заклунной (1942—2016). Брак продлился один месяц.
- Третий брак — с Мариной Юрьевной Герулайтис.
  - Сын — Павел Бардин (род. 1975), кинорежиссёр.

## Общественная позиция
В марте 2014 года подписал письмо «Мы с Вами!» КиноСоюза в поддержку Украины и выразил своё несогласие с политикой российской власти в Крыму.
В сентябре того же года подписал заявление с требованием «прекратить агрессивную авантюру: вывести с территории Украины российские войска и прекратить пропагандистскую, материальную и военную поддержку сепаратистам на Юго-Востоке Украины».
В июне 2018 года записал видеообращение в поддержку осужденного в России украинского режиссёра Олега Сенцова.
В сентябре 2020 года подписал письмо в поддержку протестных акций в Беларуси.
В 2022 году выступил против вторжения России на территорию Украины.

## Фильмография

### Режиссёр
- 1975 — Достать до неба
- 1976 — Весёлая карусель № 8. Консервная банка
- 1977 — Про дудочку и птичку
- 1977 — Бравый инспектор Мамочкин
- 1978 — Приключения Хомы
- 1979 — Летучий корабль
- 1979 — Десятая муза (ролик по заказу Бюро пропаганды советского киноискусства) [15]
- 1980 — Пиф-паф, ой-ой-ой! (совместно с Виталием Песковым)
- 1980 — Шайбу, шайбу! (Сюжет из киножурнала «Фитиль» № 216)
- 1980 — Трах-тиби-дох! (Сюжет из киножурнала «Фитиль» № 220)
- 1981 — Дорожная сказка
- 1981 — Поединок (Сюжет из киножурнала «Фитиль» № 235)
- 1982 — Прежде мы были птицами
- 1983 — Конфликт (из спичек)
- 1984 — Тяп-ляп, маляры (пластилиновый)
- 1985 — Брэк! (пластилиновый)
- 1986 — Банкет (из предметов)
- 1987 — Брак (верёвочный)
- 1987 — Выкрутасы (проволочный)
- 1990 — Серый волк энд Красная Шапочка (пластилиновый)
- 1995 — Кот в сапогах (пластилиновый)
- 1997 — Чуча (кукольный)
- 2000 — Адажио (из бумаги)
- 2001 — Чуча-2 (кукольный)
- 2004 — Чуча-3 (кукольный)
- 2010 — Гадкий утёнок (пластилиновый)
- 2013 — Три мелодии[16] (пластилиновый)
- 2015 — Слушая Бетховена[17] (пластилиновый)
- 2017 — Болеро-17[18] (пластилиновый)
- 2021 — Песочница (пластилиновый)[19]
- 2023 — Ave Maria[20]
- 2024 — Плач на все времена[21]

### Сценарист
- 1974 — Юморески. Выпуск № 3
- 1974 — Катавасия
- 1975 — Достать до неба
- 1975 — Радуга
- 1976 — Весёлая карусель № 8. Консервная банка
- 1977 — Про дудочку и птичку
- 1977 — Бравый инспектор Мамочкин (совместно с Аркадием Хайтом)
- 1981 — Дорожная сказка
- 1982 — Прежде мы были птицами
- 1983 — Конфликт
- 1984 — Тяп-ляп, маляры
- 1984 — Школа с уклоном, или урок опера для родителей
- 1985 — Брэк!
- 1986 — Банкет
- 1986 — Леди и джентльмены. Коррида
- 1986 — Леди и джентльмены. Для вас
- 1986 — Леди и джентльмены. Ням-ням
- 1987 — Брак
- 1987 — Выкрутасы
- 1990 — Серый волк энд Красная Шапочка
- 1995 — Кот в сапогах
- 1997 — Чуча
- 2000 — Адажио
- 2001 — Чуча-2
- 2004 — Чуча-3
- 2010 — Гадкий утёнок
- 2013 — Три мелодии
- 2015 — Слушая Бетховена
- 2017 — Болеро-17
- 2021 — Песочница

### Продюсер
- 1995 — Кот в сапогах
- 1997 — Чуча
- 2000 — Адажио
- 2001 — Чуча-2
- 2004 — Чуча-3
- 2013 — Три мелодии
- 2015 — Слушая Бетховена
- 2017 — Болеро-17

### Озвучивание мультфильмов
- 1973 — SOS — Алкоголь[22]
- 1973 — Василёк
- 1973 — Митя и Микробус — санитар леса
- 1973 — Айболит и Бармалей — Айболит
- 1973 — Паучок Ананси и волшебная палочка
- 1974 — Приключения Мюнхаузена. Чудесный остров — безбородый пират
- 1974 — Федорино горе
- 1974 — Молодильные яблоки — Иван
- 1974 — Волшебник Изумрудного города — Железный Дровосек
- 1975 — Новогодний ветер — Старший Мороз
- 1975 — Волк и семеро козлят на новый лад — Волк
- 1975 — Приключения Буратино (фильм) — Паук / «Диалог пауков и Буратино» (вокал)
- 1976 — Легенда о старом маяке — матрос
- 1976 — Заяц, скрип и скрипка
- 1977 — Два клёна — Баба-яга
- 1977 — Праздник непослушания
- 1977 — Жихарка — Кот
- 1977 — Тайна запечного сверчка
- 1977 — Про дудочку и птичку — текст от автора
- 1979 — Летучий корабль — Царь
- 1979 — Олимпийский характер
- 1979—1980 — Баба Яга против! — Кощей Бессмертный
- 1980 — Пиф-паф, ой-ой-ой! — диктор
- 1980 — Фитиль № 214 (сюжет «Шайбу, шайбу») — вымогатели
- 1980 — Храбрый Назар — закадровый перевод
- 1981 — …Три синих-синих озера малинового цвета… — отец / старшие братья Юди и Чади / дядя Мади
- 1981 — Кот Котофеевич — Заяц
- 1981 — Халиф-аист — волшебники
- 1981 — Ивашка из Дворца пионеров — Кощей Бессмертный
- 1981 — Зимовье зверей — Бык / Волк
- 1981 — В тусклом царстве, в сером государстве — Суховей-разбойник
- 1981 — Тысяча уловок
- 1982 — Сверчок — Медвежонок Ваня
- 1982 — Лиса Патрикеевна — Заяц
- 1982 — Почему заяц прячется
- 1984 — В синем море, в белой пене… — морской царь
- 1984 — Находчивый крестьянин — текст читает
- 1984 — Школа с уклоном, или урок опера для родителей — петух  (в титрах не указан)
- 1987 — Брак — Буся
- 1987 — Выкрутасы — проволочный человек
- 1990 — Серый волк энд Красная Шапочка — диктор / Крокодил Гена
- 1997 — Чуча — гость
- 2001 — Чуча-2 — радиодиктор / пират
- 2004 — Чуча-3 — корова
- 2010 — Гадкий утёнок — Селезень-конферансье / текст от автора
- 2013 — Чебурашка — Крокодил Гена («Чебурашка в зоопарке»)

### Озвучивание аудиоспектаклей
1. 1973 — Как щенок был мамой — Почтальон / Волкодав
2. 1976 — Маша и Витя против Диких Гитар — Старичок-Лесовичок
3. 1978 — Невероятные приключения Буратино и его друзей — Паук

### Актёрская фильмография
1. 1970 — Штрихи к портрету В. И. Ленина — художник-футурист
2. 1975 — Ар-хи-ме-ды! — Глеб Банщиков, рабочий-рационализатор
3. 1976 — Розыгрыш — учитель французского языка
4. 1977 — Подарок судьбы — лектор
5. 1978 — Артём — участник митинга
6. 1979 — Москва слезам не верит — главный инженер химкомбината
7. 1985 — Личное дело судьи Ивановой — Коля, судебный заседатель
8. 1998 — Самозванцы — сотрудник модельного агентства
9. 2000 — Третьего не дано

## Премии и награды
- «Золотая пальмовая ветвь» Каннского кинофестиваля за мультфильм «Выкрутасы» — 1988 год.
- Премия «Ника» за лучший анимационный фильм («Серый волк энд Красная Шапочка») — 1992 год.
- Премия «Ника» за лучший анимационный фильм («Чуча») — 1999 год.
- Государственная премия Российской Федерации 1998 года в области киноискусства (4 июня 1999 года) — за оригинальное решение художественных задач и новаторское использование выразительных средств в анимационном кино[23].
- Премия «Ника» за лучший анимационный фильм («Адажио») — 2001 год.
- Премия «Ника» за лучший анимационный фильм («Чуча-3») — 2005 год.
- Гранд-премия «КиноВатсон» — 2009 год[24].
- В 2010 году награждён премией «Триумф»[25].
- Премия «Ника» за лучший анимационный фильм («Гадкий утёнок») — 2011 год.
- Орден Почёта (13 октября 2011 года) — за заслуги в развитии отечественной культуры и искусства, многолетнюю плодотворную деятельность[26].
- Премия Федерации еврейских общин России «Скрипач на крыше» — 2015 год.
- Премия Московской Хельсинкской группы за защиту прав человека средствами культуры и искусства — 2017 год[27].
- Международная кинематографическая премия «Восток — Запад. Золотая арка» за вклад в кинематограф — 2021 год[28].
- Благодарность города Оренбурга — 2019 год[29].
- Почётный гражданин города Оренбурга (25 ноября 2021 года)[29].